# Westerland (Frisia Septentrional)
Westerland (en frisón septentrional: Wäästerlön; en danés: Vesterland) es un Ortsteil alemán situado en la isla de Sylt (mar del Norte), en el distrito de Frisia Septentrional (estado de Schleswig-Holstein). Desde principios de la década de 2010, Westerland —antaño un municipio propio— se fusionó con otros dos para formar la Gemeinde Sylt.
Con una población a finales de 2016 de unos 9072 habitantes, el municipio se encuentra a la altura de la frontera continental con Dinamarca y es conocido por se uno de los destinos de vacaciones más concurridos en el norte de Alemania.